# Gustaf Lagerbielke
Gustaf Johan Lagerbielke (* 10. April 2000 in Stockholm) ist ein schwedischer Fußballspieler, der bei Sporting Braga in der portugiesischen Primeira Liga unter Vertrag steht. Im Januar 2023 gab er sein Länderspieldebüt für Schweden.

## Karriere
Gustaf Lagerbielke begann seine Fußballkarriere in seiner Kindheit beim IFK Stocksund und FC Djursholm. Als 17-Jähriger wechselte er dann in die Jugendakademie von AIK Solna. Im November 2018 wurde Lagerbielke an den Sollentuna FK ausgeliehen, für den er zwei Spiele in der Division 1 bestritt. Im Vorfeld der Saison 2019 erfolgte ein dauerhafter Transfer zum Verein aus Sollentuna. In der Saison 2019 bestritt er 16 Spiele und erzielte ein Tor gegen IF Sylvia. In der folgenden Saison bestritt Lagerbielke als Stammspieler 29 von 30 Ligaspielen und verhalf Sollentuna zu einem dritten Platz in der Division 1 Norra.
Am 7. Dezember 2020 wurde Lagerbielke vom Zweitligisten Västerås SK unter Vertrag genommen, wo er einen Zweijahresvertrag unterzeichnete. Mit Västerås erreichte Lagerbielke das Halbfinale des schwedischen Pokals, das gegen BK Häcken verloren wurde. Lagerbielke gab sein Superettan-Debüt am 12. April 2021 bei einem 0:0-Unentschieden gegen AFC Eskilstuna. In der ersten Hälfte der Spielzeit 2021 erzielte der Innenverteidiger in 15 Spielen drei Tore.
Am 9. Juli 2021 wurde Lagerbielke von IF Elfsborg unter Vertrag genommen, wo er einen Vierjahresvertrag ab dem 1. Januar 2022 unterzeichnete. Am 10. August 2021 wurde Lagerbielke für einen früheren Transfer nach Elfsborg freigegeben. Er gab sein Allsvenskan-Debüt am 31. Oktober 2021 bei einer 2:3-Niederlage gegen IFK Norrköping, wo er in der 67. Minute gegen Leo Väisänen ausgewechselt wurde. Am 21. Juli 2022 wurde Lagerbielke im Rahmen eines Leihvertrags für den Rest der Saison 2022 an Degerfors IF ausgeliehen.
Im August 2023 wurde der 23-jährige Lagerbielke für eine Ablösesumme von Celtic Glasgow verpflichtet und er unterschrieb einen Vertrag bis 2028. Nach nur sieben Ligaeinsätzen in der Saison 2023/24, in der er mit Celtic die Meisterschaft in Schottland gewann, wurde Lagerbielke ab August 2024 an den niederländischen Erstligisten FC Twente Enschede verliehen. Nach der Leihe wechselte Lagerbielke nach Portugal zu Sporting Braga.

## Nationalmannschaft
Lagerbielke debütierte im Februar 2017 für Schweden, als er in der U17-Nationalmannschaft gegen Polen zum Einsatz kam. Noch im selben Jahr gab er auch in der U19 sein Debüt. Am 12. Januar 2023 kam Lagerbielke bei einem 2:1-Testspielsieg gegen Island erstmals in einem Länderspiel der schwedischen A-Nationalmannschaft zum Einsatz, als er in der Startelf von Janne Andersson stand.

## Familie

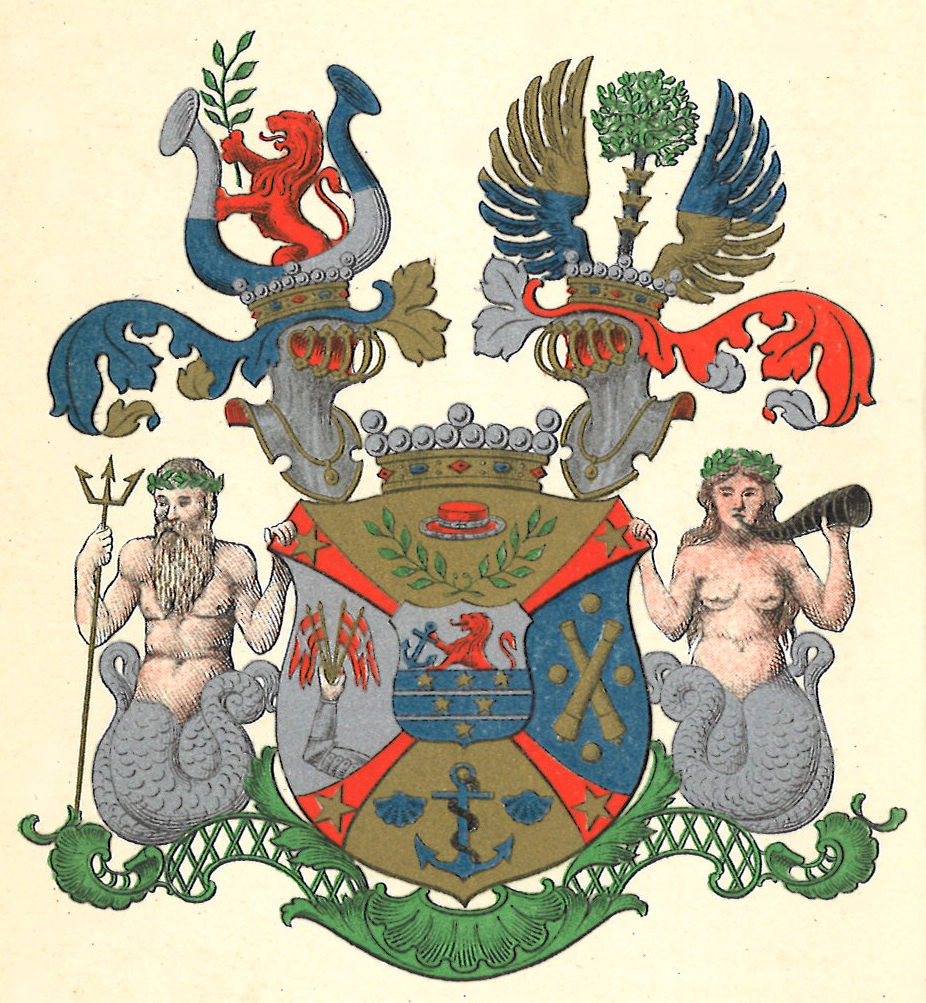
Familienwappen derer von Lagerbielke (254)

Gustaf Lagerbielke gehört zur Baronialfamilie Lagerbielke Nr. 254. Er ist der Sohn des Zivilökonomen Graf Johan Lagerbjelke und der Unternehmerin Katarina Waldenström sowie der Enkel des Berufungsgerichtsrates Graf Gustaf Lagerbjelke. Seit dem Tod seines Großvaters im Jahr 2022 ist er das Oberhaupt der Baronialfamilie und der voraussichtliche Nachfolger in der Führung der Adelsfamilie Lagerbjelke Nr. 115.
Sein Großvater mütterlicherseits Jan Waldenström war ebenfalls Fußballspieler.

## Erfolge
Celtic Glasgow
- Schottischer Meister: 2024